# Melissa Watson
Melissa Watson es una deportista británica que compitió en duatlón. Ganó tres medallas de bronce en el Campeonato Europeo de Duatlón entre los años 1991 y 1994.

## Palmarés internacional
| Campeonato Europeo | Campeonato Europeo       | Campeonato Europeo | Campeonato Europeo |
| Año                | Lugar                    | Medalla            | Prueba             |
| ------------------ | ------------------------ | ------------------ | ------------------ |
| 1991               | Birmingham (Reino Unido) | Medalla de bronce  | Individual         |
| 1993               | Königslutter (Alemania)  | Medalla de bronce  | Individual         |
| 1994               | Vuokatti (Finlandia)     | Medalla de bronce  | Individual         |